# Ranunculus phragmiteti
Ranunculus phragmiteti är en ranunkelväxtart som beskrevs av Adolf Peter S.J. Haas. Ranunculus phragmiteti ingår i släktet ranunkler, och familjen ranunkelväxter. Inga underarter finns listade i Catalogue of Life.